# Морилка (деревообработка)
Морилка для дерева (также бейц от нем. Beize) — это специальный материал, предназначенный для декоративной отделки древесины с сохранением природной структуры. Как правило состоит из красителей и протравителей, применяется в виде жидкости. В процессе морения наносится на обработанную древесину для пропитки составом и предотвращения гниения. Имеет защиту от плесени и водоотталкивающие свойства. Водные морилки, как и морилки на основе растворителей и спиртовые, обладают деревозащитными свойствами. Существуют бесцветные морилки (пропитки), не окрашивающие древесину и обладающие исключительно свойствами деревозащиты и грунтовки.

## Виды морилок
Морилки бывают на водной основе (водоразбавимые), на основе растворителей (нитроморилки), на основе воска, на спиртовой основе.
Различные производители поставляют морилки в виде жидкого концентрата, готового раствора, либо в виде порошка.

## Технологии нанесения

#### Растирание
При растирании морилку наносят на древесину, а затем равномерно растирают её по всей площади, таким образом получается покрытие с ярко выраженной текстурой древесины. Этот метод нанесения морилки очень красиво выглядит на пористых породах древесины. В этом случае лучше подходят морилки с относительно длительным временем сушки.

#### Напыление
Цвет морилки подбирается на несколько тонов светлее, чем это необходимо и затем с помощью краскопульта (краскораспылитель) морилка наносится на древесину. Распыление используется, когда необходимо получить более ровную текстуру, чем при растирании.

#### Размазывание тампоном, валиком
Жидкую морилку наносят валиком либо специально подготовленным тампоном, если площадь нанесения невелика. Этот способ обеспечивает более равномерное нанесение, чем при помощи кисти, помогая избежать разводов. Тампон подготавливается вручную: вата оборачивается чистой тряпкой.

#### Нанесение кистью
Кистью наносится жидкая морилка за неимением тампона либо краскопульта. При нанесении кистью покрытие в один слой даёт цвет относительно более глубокий, чем при иных способах нанесения.
При морении в качестве защитного снаряжения обычно используются средства защиты глаз и органов дыхания.